# Спирин, Денис Сергеевич
Денис Сергеевич Спирин (2 января 1980, Минеральные Воды) — российский футболист, выступавший на позиции защитника. Сыграл 9 матчей в премьер-лиге России.

## Биография
Начинал заниматься футболом в ставропольском спортинтернате, потом перебрался в Элисту по предложению своего брата, выступавшего за «Уралан». После окончания ДЮСШ в течение трёх сезонов выступал за дубль «Уралана» в первенстве любительских команд. В основном составе клуба дебютировал 29 июля 2000 года в матче премьер-лиги против «Анжи», отыграв все 90 минут. Всего в высшем дивизионе сыграл 9 матчей, а его команда по итогам сезона вылетела в первый дивизион.
В начале 2001 года перешёл в калининградскую «Балтику», в её составе провёл следующие семь сезонов и сыграл 200 матчей в первенствах страны. В 2002 и 2005 годах становился победителем турнира западной зоны второго дивизиона.
После ухода из «Балтики» в 2008 году по пол-сезона выступал за астраханский «Волгарь» (команда по организационным причинам называлась «Волгарь-2») и за брянское «Динамо». В возрасте 28 лет завершил профессиональную карьеру, затем несколько лет играл за любительские клубы Калининграда и области.
В 2011 году работал тренером в детской команде «Балтики».

## Личная жизнь
Женился в 2003 году в Калининграде, супругу зовут Елена.
Старший брат Валерий (род. 1975) тоже был футболистом, играл за «Уралан» и ряд других команд первого и второго дивизионов.